# 苏里格庙
苏里格庙，位于中華人民共和国内蒙古自治区鄂尔多斯市鄂托克旗苏米图苏木苏里格嘎查，是一座藏传佛教格鲁派寺院。

## 历史
苏里格庙位于毛乌素沙漠深处，其附近的世界整装大气田苏里格气田以该庙的名称命名，该庙位于鄂托克旗苏米图苏木苏里格嘎查境内，距离乌兰镇90公里。
据传说，1227年成吉思汗征西夏时，曾在此地杀羊祭祀苏勒德。祭祀苏勒德的八十一只全羊供中，竞有半生不熟的全羊。蒙古语称半生不熟为“苏里格”，自此该地得名苏里格。后来，成吉思汗征西夏成功。为纪念成吉思汗此次西征，当地人于1228年在此修建了敖包，称“苏里格敖包”。明朝及清朝，藏传佛教在鄂尔多斯地区传播。清朝光绪三十三年（1907年）在苏里格敖包脚下兴建了苏里格庙。
苏里格庙有25间藏式大经堂、12间明王殿、佛塔、喇嘛住房等建筑。苏里格庙设有大喇嘛1名、掌堂师1名、领经师1名。中华人民共和国成立之初，该庙有37名喇嘛。
每年农历六月八日至十日（一说为农历六月初一至初三），苏里格庙连续三天举办庙会。农历六月初九日跳查玛舞、演“古如”（一种宗教剧）。每月初一、初二、初三，苏里格庙祭奠成吉思汗。
文化大革命中，该庙遭到破坏。21世纪初，苏里格地区发现大型天然气田，命名为苏里格气田。鄂托克旗人民政府决定修复苏里格庙，经天然气公司、企业家及各界民众支持，将该庙修复一新。如今，该庙已成为集宗教、医疗、旅游为一体的观光胜地。2006年，苏里格庙景区被评为国家AA级景区。

## 建筑
苏里格庙原有藏式大经堂25间，明王殿12间，还有佛塔、喇嘛住宅等等建筑。后来由于战争及年久失修而毁坏。改革开放后，经过多年修缮，现已成为鄂尔多斯市最大的寺院。
苏里格庙景区占地面积1000亩，建筑面积43200平方米。苏里格庙前方是占地1000平米的广场（停车场），广场中央树立着4.5米高的成吉思汗骑马铜像。苏里格庙坐南朝北，建于山上。苏里格庙南大门外，有81级台阶，象征着成吉思汗在此祭旗杀了81只绵羊后出征西夏。
苏里格庙内，建有四柱三楼牌坊、山门、正殿、佛塔、佛爷商、纳银商、蒙古敖包等等仿古建筑。苏里格庙正殿及佛塔内供奉着释迦佛及弟子的镏金铜像，宗喀巴及弟子的木雕贴金佛像，绿度母及弟子的木雕贴金像，吉祥天母木雕贴金像，无量寿佛木雕贴金像等等。苏里格庙内还建有35000平方米的广场。
苏里格庙周围是毛乌素沙漠，苏里格庙西南、西北、东北、东南方向各有一湖，分别为盐湖（湖名蒙古语称为“布尔汗达布素淖”，意为“神盐”）、盐碱湖、碱湖、淡水湖。淡水湖有海市蜃楼出现。
歌唱家腾格尔的老家在苏里格庙东北2公里处。